# Onontio Goa
Onontio Goa, Grand Onontio ou "Plus grande montagne de la terre" fut le nom donné par les Amérindiens du Canada et des Grands Lacs au Roi de France.
Ce surnom huron est le superlatif du titre donné par les Amérindiens au gouverneur de la Nouvelle-France, Charles Jacques Huault de Montmagny, Onontio puis adopté par tous les gouverneurs jusqu'en 1763, année de la chute du Canada français.
Le voyage de chefs amérindiens à Versailles avait pour but de renforcer l'alliance franco-amérindienne en impressionnant les visiteurs par le faste et par la distribution de cadeaux (épée d'apparat).
L'administration de la Nouvelle-France organise aussi ses voyages dans le but de promouvoir l'importance de la colonisation en Amérique française auprès des autorités de Versailles.